# Radio glas Ljubljane
Radio glas Ljubljane (kratica RGL) je bila slovenska regionalna radijska postaja, ki je oddajala od leta 1977 do konca leta 2007. Z letom 2008 je na frekvencah RGL-a pričel oddajati Radio Aktual.
Bolj znani moderatorji in novinarji na Radiu glas Ljubljane so bili:
. Jože Logar, novinar, voditelj
. Stanislav Jesenovec, novinar, voditelj, najuspešnejši, izvirni tržnik, 20 let   
- Majda Juvan (novinarka)
- Tomaž Sršen (Labirint znanja)
- Tanja Fajon (1991-1995)
- Mark Žitnik (nočni program)
- Alenka Sivka (Največje radosti življenja, Labirint znanja)
- Igor Ivanič (1988-1995) kot Magic Eye (1991-1995)
- Ljerka Bizilj (novinarka)
- Katja Černela
- Bine Bizilj
- Jože Brus
- Mile Vreg
- Saša Gerdej
- Saša Einsiedler
- Jernej Vene
- Marko Prpič
- Špela Močnik
- Mario Galunič
- Mojca Briščik
- Samo Hribar-Milič
- Črt Kanoni
- Željko Čakarević - Željkić
- Maja Lakič - Kraševec
- Zdenka Jagarinec